# Claus Heinrich Gattermann
Claus Heinrich Gattermann (* 1968) ist ein deutscher Historiker und Schriftsteller.

## Leben
Gattermann leistete von 1988 bis 1990 Wehrdienst bei der Bundeswehr; sein derzeitiger Dienstgrad ist Oberstleutnant der Reserve. Von 1991 bis 1999 studierte er Geschichte, Philosophie und Jura in Göttingen und Marburg/Lahn. Er beendete seine Studien mit dem Magister Artium; seine Magisterarbeit schrieb er über die Wirtschaftspolitik in Ungarn nach dem Ende der türkischen Herrschaft. 2001/02 wurde er durch den Osteroder Kreistag mit der Ausarbeitung einer durch das Bundesministerium für Arbeit und Sozialordnung geförderten Studie zum Zwangsarbeitereinsatz im Landkreis Osterode am Harz während des Zweiten Weltkriegs betraut. Nachdem er von 1999 bis 2004 an der Erstellung seiner Dissertation mit Forschungsaufenthalten in Ungarn und Kroatien gearbeitet hatte, wurde er 2004 beim Lehrstuhlinhaber für Mittlere und Neuere Geschichte Hermann Wellenreuther an der Philosophischen Fakultät der Georg-August-Universität Göttingen über die Baranya im 17. und 18. Jahrhundert zum Dr. phil. promoviert.
Seit 2003 ist er freiberuflich als Historiker und Schriftsteller tätig, 2015 verfasste er seinen ersten Roman. Außerdem ist er Lehrbeauftragter am Lehrstuhl für die Geschichte der Frühen Neuzeit unter besonderer Berücksichtigung der Sozial- und Wirtschaftsgeschichte (Professur Jutta Nowosadtko) an der Fakultät für Geistes- und Sozialwissenschaften der Helmut-Schmidt-Universität. Er nahm auch an wissenschaftlichen Konferenzen teil.
Schwerpunkte seiner Arbeit sind die deutsche Sozialgeschichte im 19. und 20. Jahrhundert, die Geschichte Südosteuropas und die moderne Sicherheitspolitik. Gattermann arbeitete an der Edition der Germania Benedictina der Bayerischen Benediktinerakademie (seit 2023: Benediktinische Akademie Salzburg) mit. Er veröffentlichte mehrere Monographien und Beiträge in Sammelbänden (Jahrbuch der historischen Forschung u. a.). Ab 2008 fertigte er auch Studien für das Bundesministerium der Verteidigung an.
Gattermann ist verheiratet und Vater von drei Kindern.

## Schriften (Auswahl)
- Der Ausländereinsatz im Landkreis Osterode, 1939–1945 (= Harz-Forschungen. Bd. 18). Lukas-Verlag, Berlin u. a. 2003, ISBN 3-936872-13-9.
- Die Baranya in den Jahren 1686 bis 1713. Kontinuität und Wandel in einem ungarischen Komitat nach dem Abzug der Türken. Universitätsverlag Göttingen, Göttingen 2005, ISBN 3-938616-32-6.
- „Denn bei uns steht einer für alle“. Das Panzerartilleriebataillon 25 n.a. von 1997 bis 2008 (= Universitätsdrucke Göttingen). Universitätsverlag Göttingen, Göttingen 2001, ISBN 978-3-940344-16-8.
- Am Rande der Gesellschaft? Uneheliche Geburten in Göttingen 1875 bis 1919 (= Universitätsdrucke Göttingen). Universitätsverlag Göttingen, Göttingen 2009, ISBN 978-3-940344-84-7.
- Kroatien. Zweitausend Jahre Geschichte an der Adria (= Historische Texte und Studien. Bd. 25). Olms, Hildesheim u. a. 2011, ISBN 978-3-487-14706-2.
- Die neue alte Welt. Aufsätze zur Sicherheitspolitik der Bundesrepublik Deutschland (= Universitätsdrucke Göttingen). Universitätsverlag Göttingen, Göttingen 2012, ISBN 978-3-86395-091-0.
- Von Sachsen an den Hindukusch. Die Geschichte der Panzergrenadierbrigade 37. Mit einem Vorwort von Carsten Breuer, Books on Demand, Norderstedt 2013, ISBN 978-3-7322-9150-2.
- Der Auswanderer. Roman. Uskok-Verlag, Göttingen 2015, ISBN 978-3-9817161-0-8.
- Landmobilität. Sachstand und Planungen der AG Landmobilität. Wehrtechnischer Report 2/2021 S. 26–29, Bonn 2021, ISSN 0935-3100.